# 1320
1320 (MCCCXX) a fost un an bisect al calendarului iulian, care a început într-o zi de joi.

## Evenimente
- 20 ianuarie: Vladislav Lokietek devine rege al Poloniei prin reunificarea teritoriilor principalelor ducate polone, cu excepția Sileziei, Pomeraniei și Mazoviei și încoronarea sa la Cracovia de către arhiepiscopul de Gniezno.
- 6 aprilie: Declarația de la Arbroath. Scoțienii își reafirmă independența față de regele Angliei.
- 5 mai: Contele Robert de Flandra, aflat la Paris, jură fidelitate regelui Franței.

### Nedatate
- Dinastia Tughlaq începe să conducă Sultanatul din Delhi.
- Dispută între Polonia și Ordinul teutonic pentru posesia asupra Pomeraniei.
- Prințul Gedymin al Lituaniei obține o victorie asupra cavalerilor teutoni.

## Arte, științe, literatură și filosofie
- Dante Alighieri publică Quaestio de Aqua et Terra.
- Este reconstruit Arsenalul din Veneția.
- Începe redactarea Erikskrönika, în Danemarca.
- Pietri Visconti realizează o hartă a lumii, potrivit căreia Oceanul Indian este deschis, iar Africa circumnavigabilă.
- Pietro Lorenzetti pictează "Fecioara cu pruncul și îngerul Gabriel".

## Nașteri
- 8 aprilie: Petru I, rege al Portugaliei (d. 1367)
- Bertrand Du Guesclin, cavaler breton (d. 1380)
- Gabriele Adorno, doge al Genovei (d. 1398)
- Giovanni din Legnano, jurist și diplomat italian (d. 1383)
- Iolo Goch, poet galez (d. 1398)
- John Hawkwood, mercenar englez (d. 1394)[1]
- Lalleshwari, poet hindus (d. 1392)
- Mihail Panaretos, cronicar bizantin din Trapezunt (d. 1390)
- Otto al IV-lea, duce de Braunschweig-Grubenhagen (d. 1398)
- Raoul, duce de Lorena (d. 1346)
- Shams al-Dīn Abū Abd Allāh al-Khalīlī, astronom arab (d. 1380)
- Siemowit al III-lea, duce de Mazovia (d. ?)
- Valdemar al IV-lea, rege al Danemarcei (d. 1375)

## Decese
- 20 iulie: Oshin, rege al Armeniei (n. 1282)
- Filippo Tesauro, pictor italian (n. 1260)
- Geoffroi de Paris, cronicar francez (n. ?)
- Pietro de' Crescenzi, scriitor și agronom italian (n. 1233)
- Radulphus Brito, gramatician francez (n. ?)

## Înscăunări
- 20 ianuarie: Vladislav I (Władysław I Łokietek), rege al Poloniei (1320-1333)
- 25 ianuarie: Christopher al II-lea, rege al Danemarcei (1320-1326)
- aprilie: Khusrau Khan, sultan de Delhi (1320-1321)